# Сивіцький Микола Костьович
Мико́ла Ко́стьович Сиві́цький  (20 вересня 1917, хутір Заболоття (нині село Підлужжя, Дубенський район) — 13 січня 2004, Варшава, Польща) — український прозаїк, доктор гуманітарних наук.

## Життєпис
Батько був землевласником, не шкодував коштів на газети й книжки, Микола вчився вдома. 1931 року став круглим сиротою. 1935 року як допризовник пройшов шкільні курси. Захоплювався театром і просвітницькою роботою, в аматорському театрі робили постановки оперети Марка Кропивницького «Пошились в дурні», «Сватання на Гончарівці» Тобілевича, «Шельменка-денщика» Квітки-Основ'яненка.
Брав участь у патріотичних заходах на Козацьких могилах у Пляшевій під Берестечком, за що був переслідуваний поліцією.
Навчався в «Народному університеті» у Михайлівці біля Радивилова — провадив Кременецький ліцей, у Тростянецьку рільничу школу (Луцький повіт) не прийняли через підозру в причетності до ОУН. Навчався в Нижчій однорічній рільничій школі у Вацині біля Радома, там його й застав напад нацистської Німеччини на Польщу.
В середині вересня 1939 року пробрався додому, у швидкому часі односельці обирають його головою, на місце солтиса, а згодом і членом райвиконкому.
20 жовтня 1939 року арештований НКВС, почалися допити і тюрми. Вивезений у Куйбишев, звідти в Котлас і Воркуту. 16 лютого 1945 року закінчився термін ув'язнення, 6 березня дістався додому.
Вже 7 березня 1945 року перетинає польський кордон біля Ковеля у складі радянських військ. Служив у 9-у запасному полку піхоти, 15 квітня полк з Майданка біля Любліна вирушає на передову. Під Оранієнбургом полк включений у 5-й Колобжезький піхотинський полк 2-ї Варшавської дивізії ім. Ярослава Домбровського. Травень 1945 року зустрів на Ельбі. Лишився на службі у Війську польському.
В березні 1946 року отримав відпустку, повертається на Дубенщину і одружується з Улітою Залевською, з якою познайомився і підтримував стосунки ще з 1936 року. Згодом подружжя ростило двох дочок і сина.
1953 року закінчив службу в польському війську, 1954 року у Варшавському університеті отримав диплом філолога. Родина оселилася у Варшаві.
1955 року, коли відбулося певне «потепління» в житті українців Польщі, він активно вливається у громадське життя.
У червні 1956 року відбувається установичий з'їзд УСКТ, Сивіцького обрано секретарем. З липня того ж року працює секретарем редакції «Наше слово». Разом з Ольгою Васильків, генеральним секретарам УСКТ, їздили по селах та пересвідчували батьків і створили Стипендіальну раду — учні та студенти отримували грошову допомогу та одяг від українських допомогових комітетів з Нью-Йорку та Філадельфії.
У 1960 році звільнений з посади журналіста та переведений на роботу коректором у «Ґазеті Гандльовій», звідки й пішов на пенсію.

## Творчість
1972 року розпочав літературознавчу працю над доробком Богдана Лепкого.
У травні 1983 року захистив докторат (кандидатську дисертацію) у Ягеллонському університеті — «Богдан Лепкий — людина, письменник, митець та творець українсько-польських відносин».
У березні 1990 року Головна рада НТШ у Нью-Йорку обирає його дійсним членом філологічної секції.
Протягом 1992—1994 років у Варшаві вийшов друком тритомник «Історія польсько-українських конфліктів». За це видання прокуратура проти нього порушила справу, проте на захист автора встали українські письменники та культурні діячі з багатьох країн.
1993 року київське видавництво «Дніпро» випустило його монографію про Лепкого.
У серпні 1995 року стає лауреатом літературної Премії імені братів Лепких.
1996 року вдостоюється премії імені Авеніра Коломийця — «за значний внесок у національно-культурне та патріотичне відродження Дубенщини».
Того ж року в Києві вийшли друком його «Парадокси доби».
30 липня 1997 року Дубенська міська рада обирає Сивіцького почесним громадянином міста Дубна.
Написав автобіографічні «Записки сірого волиняка», видані 1996 року, 2000 року вийшли з доповненням — Видавництво ім. Олени Теліги у Києві.
Його твори друкувалися і в США, часто під псевдонімом.